# 约瑟夫·福特
约瑟夫·泽维尔·福特（英語：Joseph Xavier Forte，1981年3月23日—），美国NBA联盟职业篮球运动员。他在2001年的NBA选秀中第1轮第21顺位被波士顿凯尔特人选中。